# Pogrom de Radziłów
Le pogrom de Radziłów est un massacre de la population juive dans cette localité et ses environs, perpétré par la population polonaise locale le 7 juillet 1941, au cours de la Seconde Guerre mondiale. Encouragés par l'occupant nazi, les villageois polonais ont brûlé vifs environ 500 Juifs dans une grange, et exécuté d'autres par armes à feu ou à coups de hache. Le bilan est estimé entre 600 et 1 700 morts.

## Contexte
La région de Białystok comporte entre les deux guerres une importante population juive. Le recensement de 1931 estime que 11,84% des habitants de la région sont Juifs. Radziłów compte alors 2 500 habitants, dont un shtetl vieux de 500 ans, peuplé de 650 Juifs, soit 26% de la population. Les commerçants juifs de la région pratiquent la vente à crédit, ce qui attise la jalousie des clients endettés et des commerçants concurrencés.

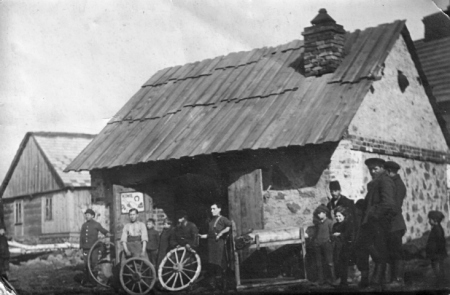
Un forgeron juif entouré de sa famille à Radziłów, milieu des années 1920

Dans cette région pauvre où un tiers de la population est analphabète, l'extrême-droite est la première force politique : aux élections législatives polonaises de 1928, le Parti national-démocrate (dit « Endecja »), d'obédience nationaliste et antisémite, réalise 42% des voix à Radziłów. Le 27 mars 1933, encouragés par le curé de la paroisse, Aleksander Dołęgowski, des militants nationalistes déclenchent des émeutes antisémites à Radziłów, attaquant 9 Juifs et tuant une personne. L'Église locale et les militants d'Endecja organisent des boycotts des magasins juifs de plus en plus violents, intimidant les clients potentiels. Le Parti national-démocrate va jusqu'à offrir un mouton à toute personne ayant frappé un Juif.
En septembre 1939, Radziłów est brièvement occupé par l'Allemagne, puis remis à l'URSS dans le cadre du pacte germano-soviétique. Les Soviétiques procèdent à des rafles et déportent en Sibérie de nombreux Polonais. Contrairement à ce que dit une rumeur locale, les Juifs sont également victimes des persécutions soviétiques, notamment les militants du Bund et les partisans actifs du sionisme, vus comme anti-soviétiques. Après deux ans d'occupation soviétique, l'Allemagne s'empare du territoire en juin 1941, et le village de Radziłów se retrouve rattaché au District de Bialystok, une division administrative du IIIe Reich.

## Le pogrom
Les Allemands sont accueillis en libérateurs par une partie de la population, qui accuse la population juive d'avoir collaboré avec les soviétiques, reprenant le slogan antisémite « żydokomuna » des nationalistes d'avant-guerre. Le  27 juin 1941, les Allemands forment une administration locale avec des collaborateurs polonais, composée de Józef Mordasiewicz, Leon Kosmaczewski, assistés du prêtre Aleksander Dołęgowski, et du chef de la police locale, Konstanty Kiluk.

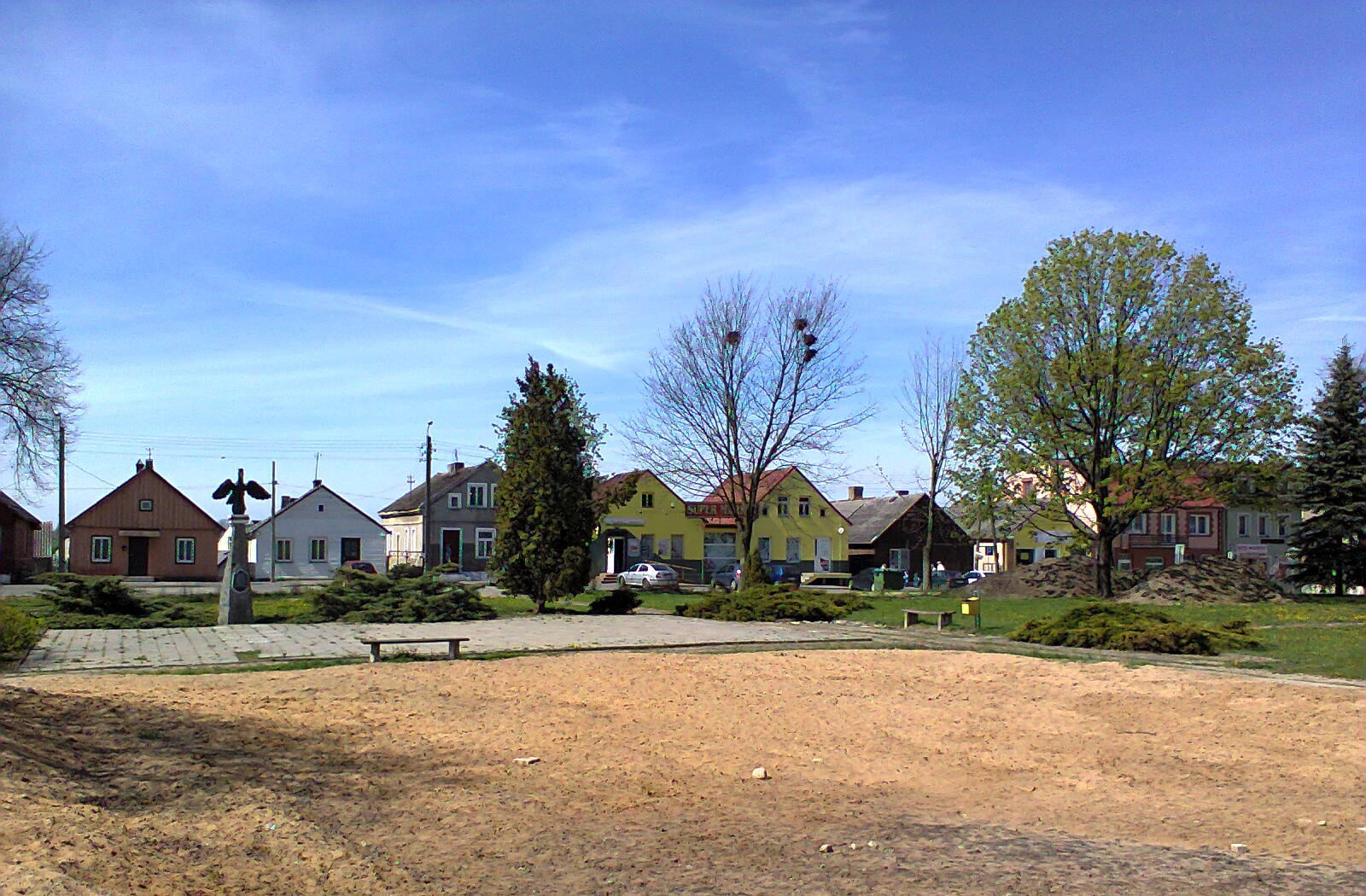
La place centrale, où ont été réunis les Juifs avant d'être emmenés de force dans la grange.

Le 7 juillet au matin, l'Einsatzgruppe B du SS-Obersturmführer Hermann Schaper arrive à Radziłów, et fait rassembler la population juive du village et des environs sur la place du marché pour les livrer à une séance d'humiliation publique devant la population polonaise, faisant brûler leurs livres saints. Les Allemands quittent le village peu après, encourageant les villageois à massacrer la population juive,. Selon l'historien Krzysztof Persak, chercheur à l'Institut de la mémoire nationale, l'Einsatzgruppe du SS Schaper a délibérément encouragé la population à effectuer elle-même le pogrom, s'appuyant sur une directive récente du RSHA du 29 juin 1941 rédigée par Reinhard Heydrich, selon laquelle les forces d'occupation « ne doivent pas faire obstacle aux sentiments anticommunistes et antisémites des populations des territoires occupées. Au contraire, ils doivent être encouragés sans laisser de traces, et dirigés dans le droit chemin. »
Les habitants, menés par le prêtre collaborationniste Dołęgowski forcent ensuite les Juifs à entrer dans une grange voisine. Celle-ci est incendiée, et ceux qui tentent de s'échapper sont massacrés sur place. La tuerie se poursuit jusqu'au 10 juillet, tandis que les biens des Juifs sont pillés . Des habitants récupèrent par la suite les dents en or sur les corps calcinés.
30 Juifs réussissent à survivre grâce à la complicité de quelques Polonais. Les survivants, se cachant dans des fermes environnantes, sont jusqu'à la fin de la guerre à la merci de maître chanteurs (les szmalcownicy) qui les menacent de les dénoncer ou de les tuer s'ils ne leur laissent pas leurs biens.
Des bilans élevés, avancés notamment par le survivant Menachem Finkelsztejn, vont jusqu'à un chiffre de 1 700 morts. Anna Bikont considère ce chiffre exagéré, et estime à 500 le nombre de Juifs brûlés vifs dans l'incendie de la grange, suivi de massacres épars de 100 à 200 Juifs.

## Suites
Le pogrom de Radziłów a été suivi trois jours plus tard par le massacre de Jedwabne, où plus de 300 Juifs ont été brûlés vifs dans une grange par la population polonaise, à 18 kilomètres de Radziłów. Plusieurs autres pogroms sont commis dans cette région de la Podlachie tout au long de l'été 1941, notamment à Szczuczyn ou à Wąsosz (voir : pogrom de Wąsosz).
En août 1941, les survivants sont rassemblés de force dans un ghetto, qui ne comporte que 18 personnes. Ils sont astreints à divers travaux forcés, avant d'être déportés au centre d'extermination de Treblinka. Après l'arrivée des troupes soviétiques, d'anciens collaborateurs polonais assassinent deux des derniers survivants. Huit personnes sont jugées après la guerre, et deux d'entre elles seulement sont condamnées à des peines allant de 4 à 6 ans de prison.
En 1965, Hermann Schaper est poursuivi pour crimes de guerre par le tribunal de Hambourg, à cause de sa présence à Radziłów le jour du pogrom. Les charges sont abandonnées pour manques de preuve et à cause de son état de santé.
En 2001, à l'occasion du 60e anniversaire des pogroms de Podlachie, le président Aleksander Kwaśniewski déclare que les pogroms de Jedwabne et de Radziłów « jettent une ombre sombre sur l'histoire de la Pologne. »